# قائمة مؤلفات محمود درويش
هذه قائمة مؤلفات محمود درويش.

## مؤلفاته

### الأعمال الشعرية
| العنوان                       | سنة نشر الطبعة الأولى | دار النشر المدينة، الدولة              | ملاحظات                                 | م     |
| ----------------------------- | --------------------- | -------------------------------------- | --------------------------------------- | ----- |
| عصافير بلا أجنحة              | 1960                  | مطبعة الجليل عكا                       | مجموعة شعرية                            | [ 1 ] |
| أوراق الزيتون                 | 1964                  | مطبعة الاتحاد التعاونية حيفا           | مجموعة شعرية                            | [ 1 ] |
| عاشق من فلسطين                | 1966                  | مكتبة النور حيفا                       | مجموعة شعرية                            | [ 1 ] |
| آخر الليل                     | 1967                  | مطبعة الجليل عكا                       | مجموعة شعرية                            | [ 1 ] |
| العصافير تموت في الجليل       | 1969                  | دار الآداب بيروت، لبنان                | مجموعة شعرية                            | [ 1 ] |
| حبيبتي تنهض من نومها          | 1970                  | دار العودة بيروت، لبنان                | مجموعة شعرية                            | [ 1 ] |
| أحبك أو لا أحبك               | 1972                  | دار الآداب بيروت، لبنان                | مجموعة شعرية                            | [ 1 ] |
| محاولة رقم 7                  | 1973                  | دار الآداب بيروت، لبنان                | مجموعة شعرية                            | [ 1 ] |
| تلك صورتها وهذا انتحار العاشق | 1975                  | مركز الأبحاث الفلسطيني بيروت، لبنان    | قصيدة طويلة.                            | [ 1 ] |
| أعراس                         | 1977                  | دار العودة بيروت، لبنان                | قصيدة تسجيلية.                          | [ 1 ] |
| مديح الظل العالي              | 1983                  | دار العودة بيروت، لبنان                | مجموعة شعرية                            | [ 1 ] |
| حصار لمدائح البحر             | 1984                  | دار العودة بيروت، لبنان                | مجموعة شعرية                            | [ 1 ] |
| هي أغنية، هي أغنية            | 1986                  | دار العودة بيروت، لبنان                | مجموعة شعرية                            | [ 1 ] |
| ورد أقل                       | 1986                  | دار العودة بيروت، لبنان                | مجموعة شعرية                            | [ 1 ] |
| أرى ما أريد                   | 1990                  | دار العودة بيروت، لبنان                | مجموعة شعرية                            | [ 1 ] |
| أحد عشر كوكبًا                 | 1992                  | دار توبقال للنشر الدار البيضاء، المغرب | مجموعة شعرية                            | [ 1 ] |
| لماذا تركت الحصان وحيدًا       | 1995                  | رياض الريس للكتب والنشر بيروت، لبنان   | مجموعة شعرية                            | [ 1 ] |
| سرير الغريبة                  | 1999                  | رياض الريس للكتب والنشر بيروت، لبنان   | مجموعة شعرية، كُتِبت بين عامي 1996 و1997. | [ 1 ] |
| جدارية                        | 2000                  | رياض الريس للكتب والنشر بيروت، لبنان   | مجموعة شعرية                            | [ 1 ] |
| حالة حصار                     | 2002                  | رياض الريس للكتب والنشر بيروت، لبنان   | مجموعة شعرية                            | [ 1 ] |
| لا تعتذر عمّا فعلت             | 2004                  | رياض الريس للكتب والنشر بيروت، لبنان   | مجموعة شعرية                            | [ 1 ] |
| كزهر اللوز أو أبعد            | 2005                  | رياض الريس للكتب والنشر بيروت، لبنان   | مجموعة شعرية                            | [ 1 ] |
| لا أريد لهذي القصيدة أن تنتهي | 2009                  | رياض الريس للكتب والنشر بيروت، لبنان   | مجموعة شعرية، صدرت بعد وفاته.           | [ 1 ] |

### الأعمال النثرية
| العنوان                              | سنة نشر الطبعة الأولى | دار النشر المدينة، الدولة              | ملاحظات                                            | م     |
| ------------------------------------ | --------------------- | -------------------------------------- | -------------------------------------------------- | ----- |
| شيء عن الوطن                         | 1971                  | دار العودة بيروت، لبنان                | مقالات مختارة.                                     | [ 1 ] |
| يوميات الحزن العادي                  | 1973                  | مركز الأبحاث الفلسطيني بيروت، لبنان    | نثر                                                | [ 1 ] |
| وداعًا أيتها الحرب، وداعًا أيها السلام | 1974                  | مركز الأبحاث الفلسطيني بيروت، لبنان    | نثر                                                | [ 1 ] |
| ذاكرة للنسيان                        | 1987                  | مطبعة الاتحاد التعاونية حيفا           | نص.                                                | [ 1 ] |
| في وصف حالتنا                        | 1987                  | دار الكلمة للنشر بيروت، لبنان          | مجموعة مقالات مختارة، كُتِبت ما بين 1975 و1985.      | [ 1 ] |
| في انتظار البرابرة                   | 1987                  | وكالة أبو عرفة للصحافة والنشر القدس    | مقال طويل.                                         | [ 1 ] |
| الرسائل                              | 1990                  | دار العودة بيروت، لبنان                | مجموعة رسائل متبادلة بينه وبين الشاعر سميح القاسم. | [ 1 ] |
| عابرون في كلام عابر                  | 1991                  | دار توبقال للنشر الدار البيضاء، المغرب | نثر                                                | [ 1 ] |
| في حضرة الغياب                       | 2006                  | رياض الريس للكتب والنشر بيروت، لبنان   | مجموعة نصوص مرقمة، في قالب رواية.                  | [ 1 ] |
| حيرة العائد                          | 2007                  | رياض الريس للكتب والنشر بيروت، لبنان   | مجموعة مقالات مختارة.                              | [ 1 ] |
| أثر الفراشة                          | 2008                  | رياض الريس للكتب والنشر بيروت، لبنان   | صفحات مختارة من يوميات، كُتِبت بين صيفي 2006 و2007.  | [ 1 ] |